# Gobierno Militar del Campo de Gibraltar

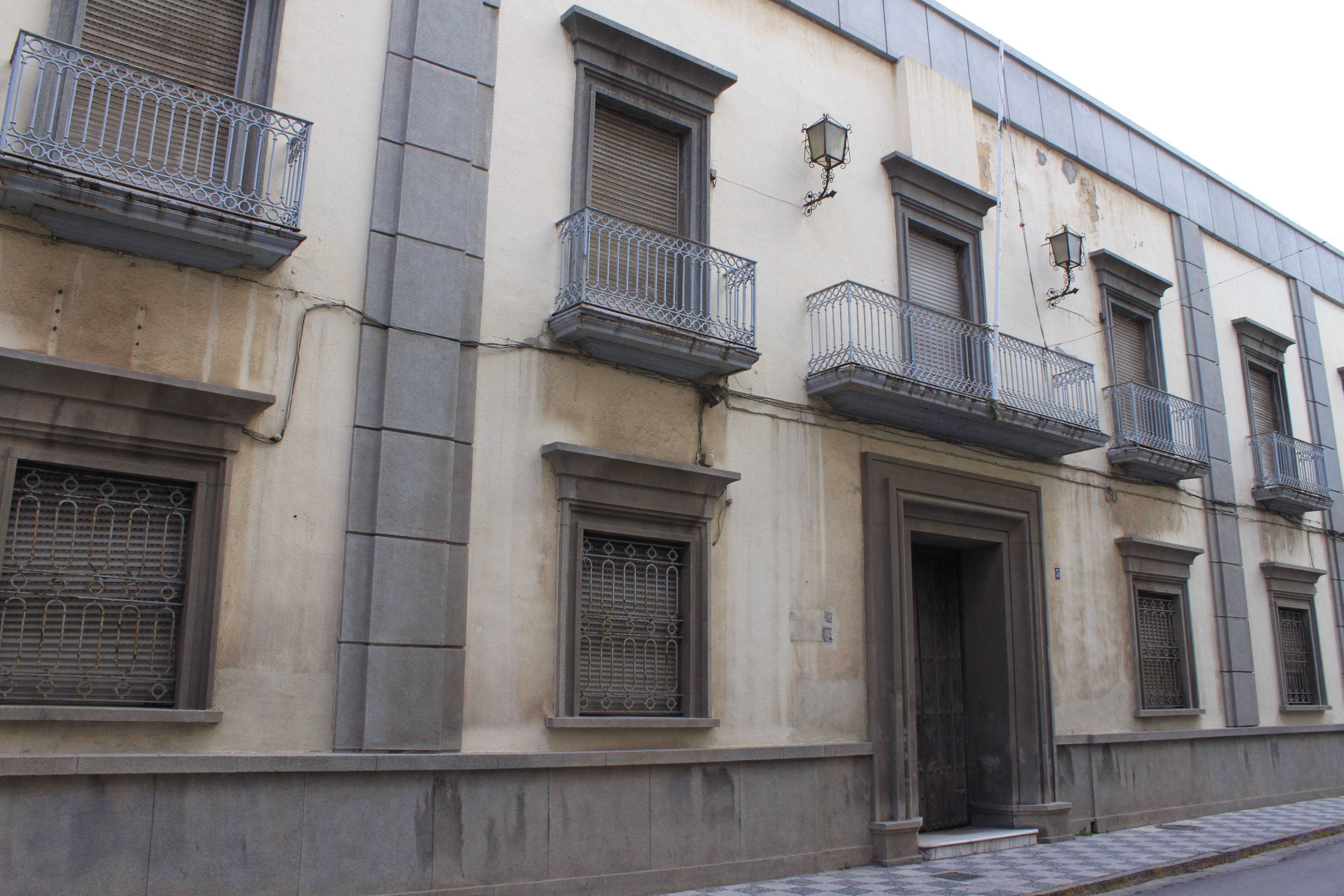
Antigua sede de la comandancia militar del Campo de Gibraltar en Algeciras, en la plaza General Martí Barroso, popularmente la Plaza de los Caballos.

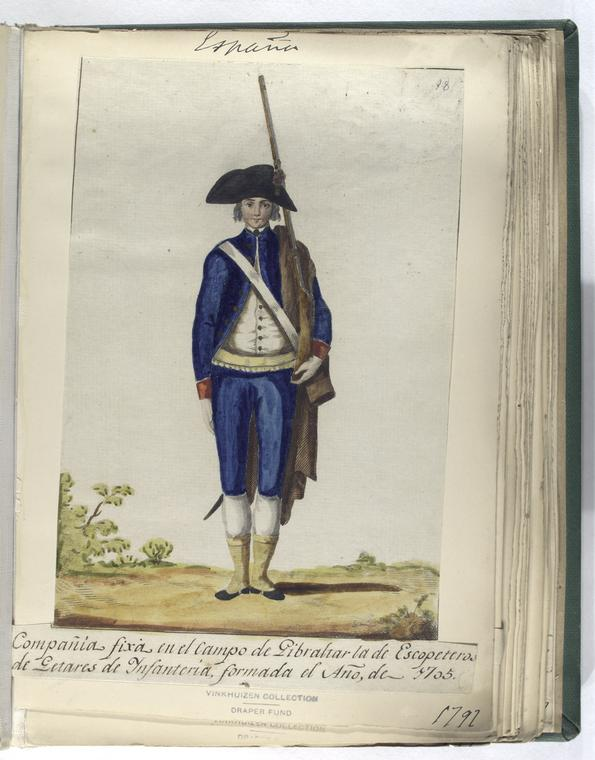
Compañía fija de Escopeteros de Getares de Infantería, formada en 1705.

El Gobierno Militar del Campo de Gibraltar fue un órgano de gobierno de jurisdicción no solo militar, sino también civil, que existió, bajo diversos nombres, en la comarca española del Campo de Gibraltar entre 1723 y 2005.
La creación de este órgano estuvo causada por la captura de la ciudad de Gibraltar por una escuadra anglo-holandesa en nombre del Archiduque Carlos durante la Guerra de Sucesión Española en 1704 y su definitiva cesión a Gran Bretaña en 1713, con la firma del Tratado de Utrecht. Ya durante el primer sitio de Gibraltar por las tropas borbónicas en 1704, al comandante del ejército sitiador, primero el marqués de Villadarias y posteriormente el mariscal de Tessé, le fueron conferidos, además de las atribuciones y responsabilidades militares que le correspondían, otras de carácter civil. La creación formal de la Comandancia General del Campo de Gibraltar, con cabecera en San Roque, localidad donde se había reconstituido el ayuntamiento de Gibraltar, tuvo lugar en 1723. La jurisdicción de la Comandancia, que contaba con órganos territoriales de administración civil, comprendía 27 pueblos y no dependía de la Capitanía General de Sevilla.
El mando militar del Campo de Gibraltar permaneció en San Roque hasta 1804, cuando el comandante general del Campo de Gibraltar, el general Castaños, lo trasladó a Algeciras. Este cambio de sede no recibió, sin embargo, la confirmación legal hasta después de la Guerra de la Independencia mediante una real orden de 11 de mayo de 1815. Unos meses después, una nueva real orden promulgada el 9 de octubre de 1815 modificaba los límites de la jurisdicción de la comandancia (las localidades de Algeciras, Tarifa, San Roque, Los Barrios, Jimena de la Frontera, Castellar de la Frontera y Alcalá de los Gazules; La Línea de la Concepción pertenecía todavía a San Roque) y le retiraba al comandante general del Campo de Gibraltar la autonomía de que disfrutaba, estableciendo su dependencia del Capitán General de Andalucía. Solo en caso de extrema necesidad se regulaba el permiso para que el comandante general se comunicase directamente con el ministerio de la Guerra. Tanto los límites de jurisdicción como la dependencia del capitán general de Andalucía fueron confirmadas por otra real orden del 9 de julio de 1862.
La asunción de responsabilidades que en otras partes de España estaban bajo autoridades civiles fue una constante. El 21 de diciembre de 1877, mediante una nueva real orden, las fuerzas militares bajo el mando del comandante general del Campo de Gibraltar asumieron funciones de persecución del fraude y de lucha contra el contrabando. De esta forma, el comandante general adquiría las funciones de los Jefes de Hacienda en el territorio bajo su jurisdicción. De esta forma, se establecía una dependencia orgánica con el Ministerio de Hacienda. Tres años después, un real decreto (21 de septiembre de 1880) le atribuía también funciones de Orden Público y Vigilancia.
La Comandancia Militar se transformó en Gobierno Militar del Campo de Gibraltar con motivo de la reorganización del Ejército en 1904. Un real decreto de 2 de noviembre establecía también que el gobernador militar sería un general de división. A lo largo del siglo XX, el gobernador militar adquirió nuevas atribuciones civiles: la vigilancia de la comunicación con Gibraltar, la protección de menores y escolar y el Plan de Desarrollo Económico y Social del Campo de Gibraltar, publicado en 1965.